# Rezerwat przyrody Złota Góra (województwo małopolskie)
Rezerwat przyrody Złota Góra – leśny rezerwat przyrody w województwie małopolskim, powiat miechowski, gmina Miechów. Znajduje się na gruntach Skarbu Państwa w zarządzie Nadleśnictwa Miechów (leśnictwo Sosnówka).
Jest położony pomiędzy wsiami Krępa i Jaksice, a założono go w 1955 roku w celu ochrony roślinności kserotermicznej na zboczu wzgórza kredowego. Przedmiot ochrony stanowi roślinność zróżnicowana na murawy kserotermiczne, zarośla oraz lasy grądowe. Najciekawsze rośliny podlegające ochronie to: wawrzynek wilczełyko, zawilec wielkokwiatowy, miłek wiosenny, dziewięćsił bezłodygowy, ostrożeń pannoński, lilia złotogłów, obuwnik pospolity. W związku z zarastaniem obszaru funkcja ochronna zaniknęła.
Według danych z nadleśnictwa, rezerwat zajmuje powierzchnię 4,16 ha (akt powołujący podawał 4,40 ha).
Rezerwat leży na skraju Obszaru Chronionego Krajobrazu Wyżyny Miechowskiej.